# Mary Ann Cotton
Mary Ann Cotton (tên khai sinh là Mary Ann Robson; sinh vào tháng 10 năm 1832 tại Low Moorsley, County Durham, Anh – chết ngày 24 tháng 3 năm 1873) được biết đến với biệt danh là góa phụ đen là một phụ nữ người Anh, người đã thực hiện việc mưu sát giết chết những đứa con của bà ta và người ta tin rằng bà đã mưu sát tổng cộng 21 người trong đó có cả mẹ đẻ, con đẻ và những người chồng của mình với phương thức chính là đầu độc nạn nhân bằng chất độc thạch tín.
Bà bị buộc tội giết người, dù bà chối bỏ và thật sự chưa bao giờ được chứng minh đầy đủ, tuy nhiên, không có một nghi ngờ gì đối với việc bà là một kẻ giết người hàng loạt. Trong lịch sử tội phạm của nước Anh, có lẽ bà là kẻ giết người hàng loạt đầu tiên

## Cuộc đời và sự kiện
Mary Ann sinh năm 1832 tại Low Moorsley, một ngôi làng nhỏ, nay là một phần của Hetton-le-Hole trong City of Sunderland.
Khi Mary Ann lên 8, cha mẹ cô chuyển cả gia đình qua làng Murton ở Durham County, nơi cô đến một trường học mới và có khó khăn trong việc kết bạn. Ngay sau khi di chuyển, cha của cô đã chết trong một tai nạn lao động khi bị rơi từ 150 feet (46 m) trong một hầm mỏ tại Murton Colliery.
Năm 1843, mẹ góa bụa của Mary Ann, là bà Margaret (nhũ danh Lonsdale) kết hôn với George Stott, người mà Mary Ann đã không cảm thấy thích hợp. Ở tuổi 16, cô đã chuyển ra ở riêng tại nhà trong làng gần đó ở Nam Hetton để học trở thành một y tá. Ba năm sau đó, cô lại trở về nhà của mẹ cô để đi học làm thợ may.

### Người chồng thứ nhất
Năm 20 tuổi, bà kết hôn lần đầu với một công nhân mỏ than là William Mowbray. Đến năm 1860, vợ chồng Marry Ann chuyển tới vùng Đông Bắc. Marry Ann sinh ra 4 người con với William Mowbray. Ba trong số 4 đứa trẻ đã chết từ sớm. William chết năm 1865, và để lại cho Mary Ann 35 bảng Anh tiền bảo hiểm, tương đương với 6 tháng lương. Với số tiền này, Marry Ann chuyển về Cảng Seaham để được sống gần với người tình là Joseph Nattrass. Nattrass đi đâu, Marry theo đến đó, dù vậy hai người không được gần nhau.

### Người chồng thứ hai
Sau đó, Mary trở thành y tá tại bệnh viện Sunderland, và gặp George Ward – một bệnh nhân tại đây. Hai người sau đó kết hôn và George trở thành chồng thứ hai của Mary. Chưa đầy một năm sau, George chết (ở tuổi 33) và lại để cho Mary một khoản tiền bảo hiểm.

### Người chồng thứ ba
Trong tình cảnh phụ nữ một con, Mary Ann xin vào làm vị trí giúp việc cho người đàn ông góa vợ James Robinson ở Sunderland. Mary nhận công việc này vào tháng 11 năm 1866 và chỉ sau đó vài tuần, đứa con của Robinson qua đời. Robinson đã tìm đến Mary giải khuây và khiến bà mang bầu. Nhưng có sự kiện là mẹ của Mary bị ốm và bà đã phải đến chăm sóc mẹ. Chỉ 9 ngày sau khi Mary trở về nhà, mẹ bà qua đời. Sau đó thì đứa con gái riêng của Mary là Isabella cũng qua đời. Hai đứa con riêng khác của Robinson cũng lần lượt ra đi. Ba đứa trẻ được chôn cất vào hai tuần cuối của tháng 4 năm 1867.
Tháng 8 năm 1867, Robinson cưới Mary Ann. Con riêng của hai người là Mary Isabella sinh ra vào tháng 11 cũng sớm qua đời vào tháng 3 năm 1868. Robinson nghi ngờ khi Mary yêu cầu khoản tiền bảo hiểm nhân thọ của ông và phát hiện ra vợ mình có một món nợ lên tới 60 bảng Anh. Sau đó, Robinson đã đuổi cổ Mary ra khỏi nhà.

### Người chồng thứ tư
Mary lại tìm được một người đàn ông khác nhờ có người bạn là Margaret Cotton mai mối giới thiệu cho người anh trai tên là Frederick. Margaret chăm sóc anh trai và hai người con của anh. Nhưng Margaret đã mất năm 1870 vì chứng đau dạ dày, và khu rửa than của anh em nhà Margaret rơi vào tay của Mary.
Cuộc hôn nhân giữa Mary và Frederick đã mang lại cho họ cậu con trai tên là Robert, sinh năm 1871. Cuối tháng 12 năm đó, Frederick chết. Tất nhiên, khoản tiền bảo hiểm nhân thọ của ông cùng với các con ông đều rơi vào tay Mary. Nattrass – người tình trước đây của Mary – chuyển đến sống cùng bà.

### Người chồng thứ 5

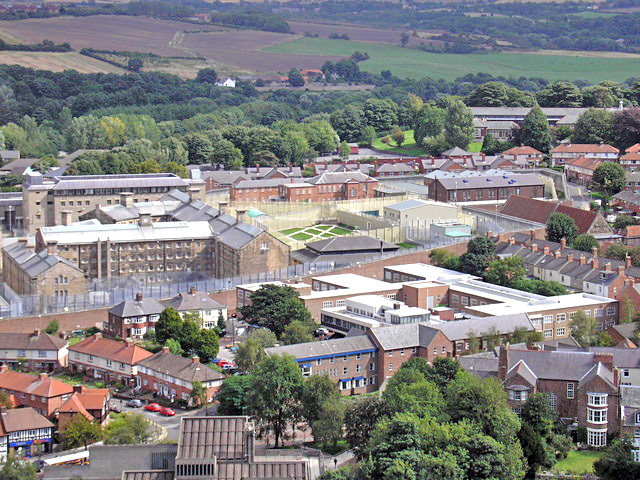
Nhà tù HM Prison Durham, nơi kết liễu kẻ giết người hàng loạt Mary Ann Cotton

Mary tìm được công việc làm y tá cho một viên chức tên là John Quick-Manning. Mary sau đó mang thai với ông này (con gái của hai người được sinh ra trong thời gian Mary ngồi tù chờ thi hành án). Nhưng Mary vẫn thấy phiền hà với lũ trẻ của bà trong cuộc hôn nhân thứ ba. Một trong số các con riêng của chồng bà đã mất vào tháng 3 năm 1872, cậu con trai riêng của bà cũng mất không lâu sau đó. Ngay sau khi xem xét lại di chúc theo nguyện vọng của Mary, người tình Nattrass cũng lâm bệnh và qua đời vào tháng 4 năm 1873.
Lúc này bà ta sống một ngôi nhà bình thường trong làng Durham, Tây Auckland. Sau đó bà đã bị bắt tại nhà vì lý do nghi ngờ giết người, sau quá trình điều tra và kết án, bà đã bị hành quyết tại nhà tù Durham vào tháng 3 năm 1873, Mary Ann Cotton bị treo cổ bằng sợi thừng.

## Những giả thiết
Theo điều tra về lịch sử thì Mary Ann Cotton được cho là một cỗ máy giết người, với danh sách nạn nhân gồm có: 8 người con đẻ của bà, 7 người con riêng của chồng, mẹ đẻ của bà, ba người chồng, một tình nhân và một người bạn. Chuỗi thảm sát bắt đầu năm 1860 tại vùng Đông Bắc.
Một giả thiết đặt ra cho việc giết người không ngừng này là bà muốn tìm một người đàn ông có thu nhập ổn định, sống với họ cho tới chừng nào cảm thấy chán thì giết. Những đứa trẻ đều bị sát hại một cách nhẫn tâm. Cuộc sống khó khăn cùng với khối lượng công việc nặng nhọc, thiếu ăn, đã thúc đẩy bà giết người không ghê tay.
Chất độc mà Mary Ann lựa chọn là thạch tín. Trong suốt nhiều thế kỷ, thạch tín là chất độc mà nhiều kẻ giết người ưa dùng vì chất độc này tan ra trong các loại đồ uống, lại có sẵn ở nhiều cửa hàng. Mặc dù lúc này các nhà chức trách ở Anh đã ban hành lệnh kiểm soát việc bán thạch tín, nhưng vẫn có nhiều cửa hàng bán loại hóa chất này, dưới dạng xà phòng mềm để tẩy rửa trong gia đình. Mặt khác do Mary là y tá nên bà hiểu rõ, triệu chứng khi nhiễm độc là nôn mửa, tiêu chảy và mất nước. Bác sĩ thường có xu hướng chẩn đoán các triệu chứng này là các bệnh liên quan tới đường ruột – đặc biệt là với các bệnh nhân nghèo và thiếu dinh dưỡng mà họ không nghi ngờ rằng đây là một vụ mưu sát.
Theo các giấy chứng tử và mai táng, tất cả các nạn nhân của bà đều chết vì bệnh liên quan tới dạ dày, bà cũng thành công trong việc đóng vai một người vợ đau khổ, một người mẹ bất lực khi bảo vệ chồng và con mình. Nhưng cũng chính điều này đã khiến cho việc tìm hiểu chính xác số người mà Mary Ann đã giết hại. Mary xuất thân là một y tá, nên bà biết rõ cách thức dàn dựng mọi chuyện. Nhưng qua quá trình điều tra, lần theo dấu vết và lịch sử của bà, nhà chức trách đã tìm ra và xâu chuỗi những vụ án và tội ác của Mary đã bị vạch trần và bà phải trả giá.